# Зеленогорское кладбище
Зеленого́рское кла́дбище — кладбище в городе Зеленогорске (Курортного района Санкт-Петербурга). Расположено по адресу проспект Ленина, дом 89, литера А, в сосновом лесу. Имеет площадь 13,4 гектара.
До кладбища можно добраться на автобусе 679 маршрута от станции метро «Парнас».
На входе на кладбище расположена часовня Рождества Христова, приписанная к церкви Казанской иконы Божией Матери в Зеленогорске.

## История
Старейшим из сохранившихся захоронений на Териокском кладбище является могила М. Я. Герценштейна, убитого в 1906 году.
На территории кладбища находится братское захоронение воинов, погибших в 1941—1945 годах.
В 1961 году на кладбище похоронен главстаршина с подводной лодки К-19 Борис Рыжиков, умерший от последствий облучения при радиационной аварии.
В 2000 году на кладбище рядом с матерью похоронен русский советский писатель Дмитрий Михайлович Балашов.

## Известные люди, похороненные на кладбище
См. категорию Похороненные на Зеленогорском кладбище

## Галерея

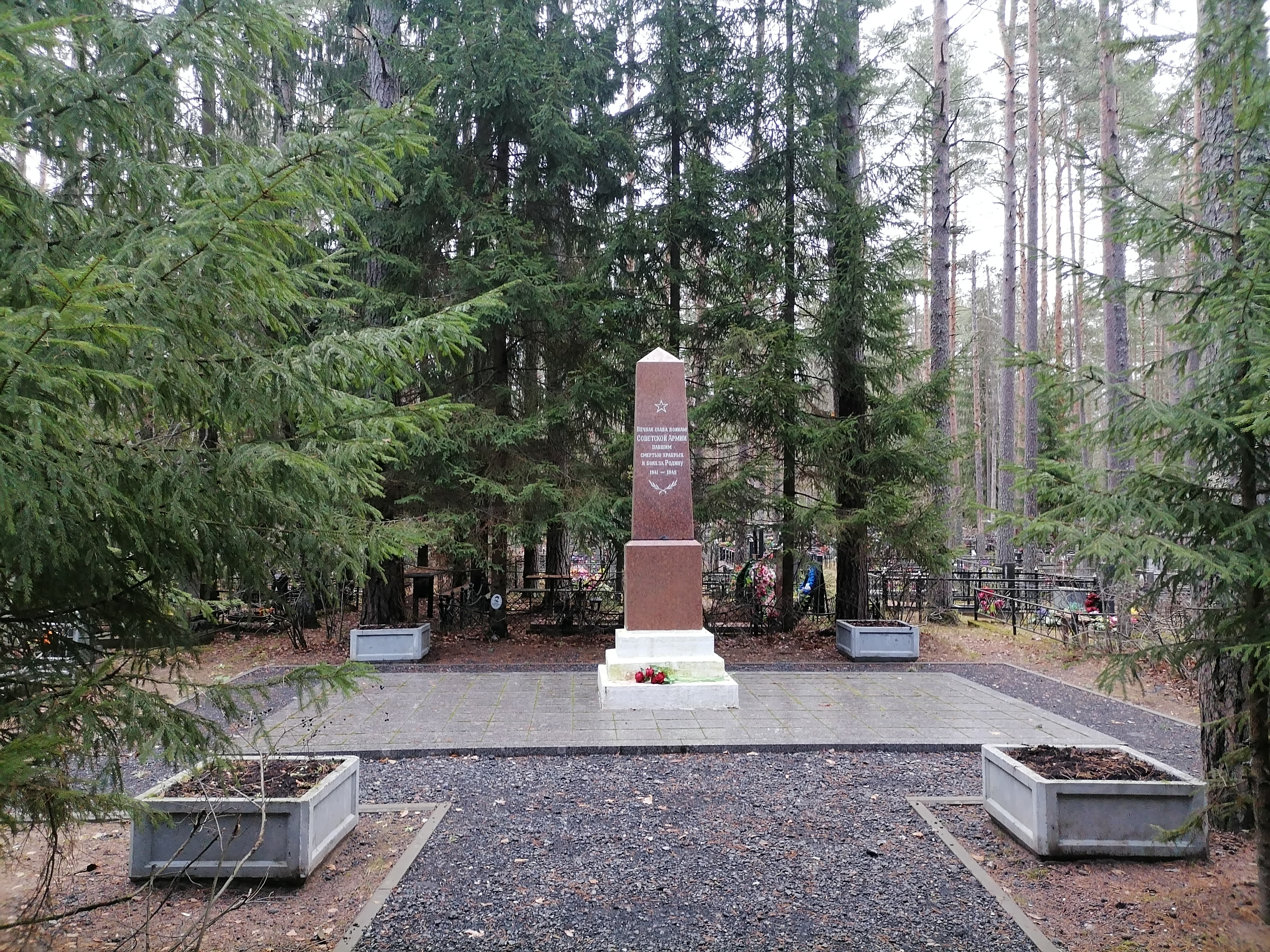
Братская могила советских военнослужащих
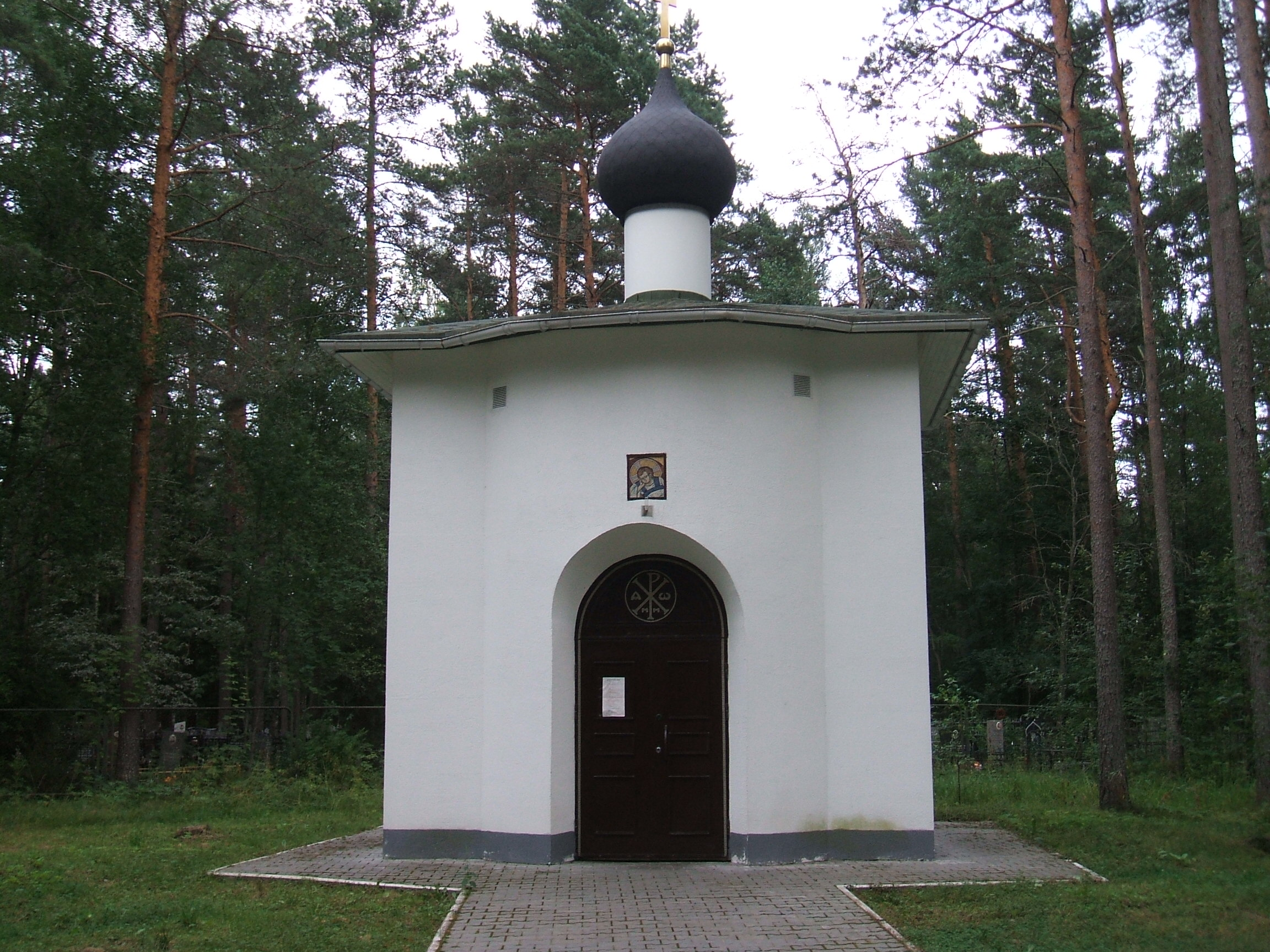
Часовня на Зеленогорском кладбище
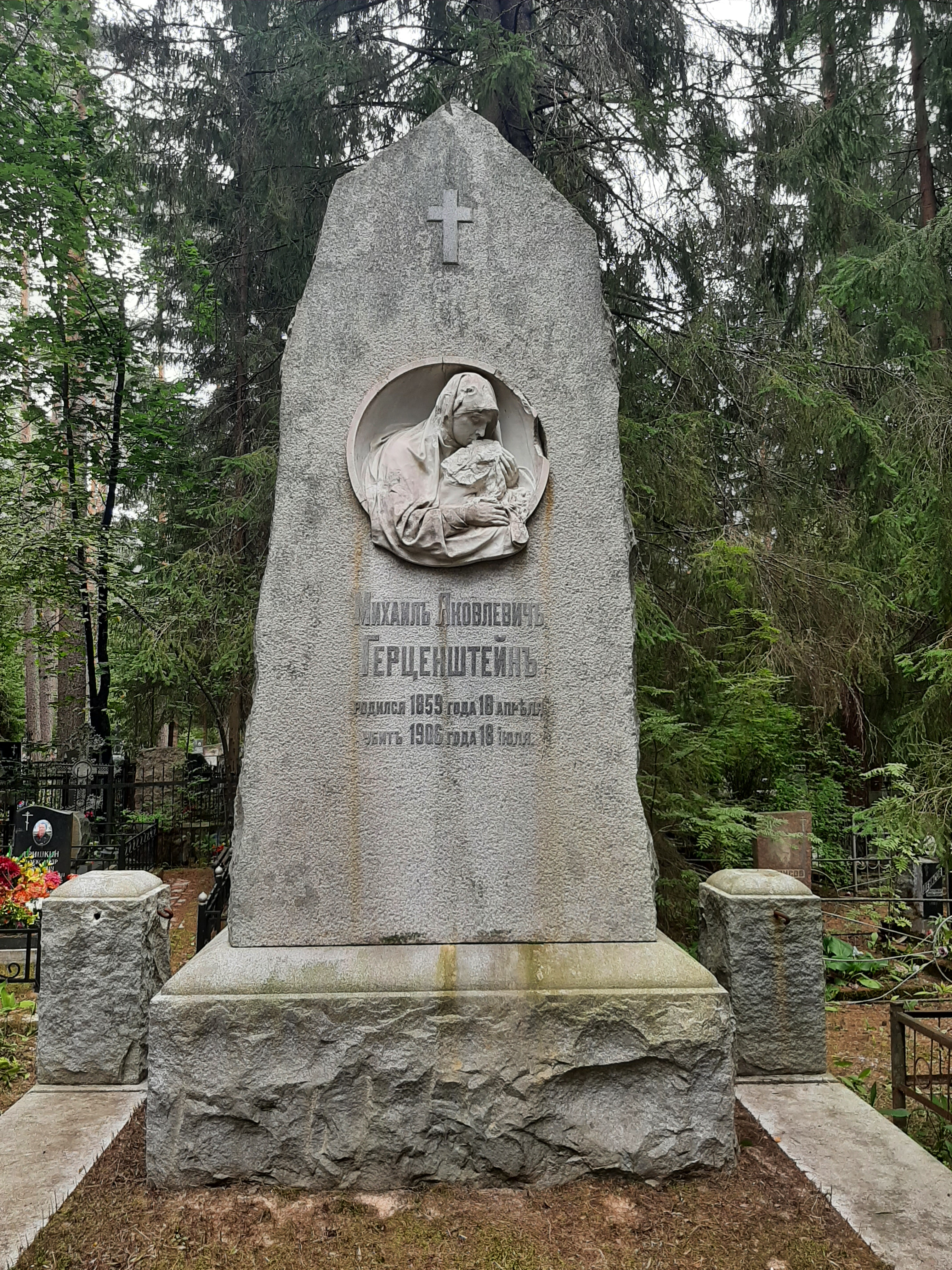
Могила М.Я. Герценштейна
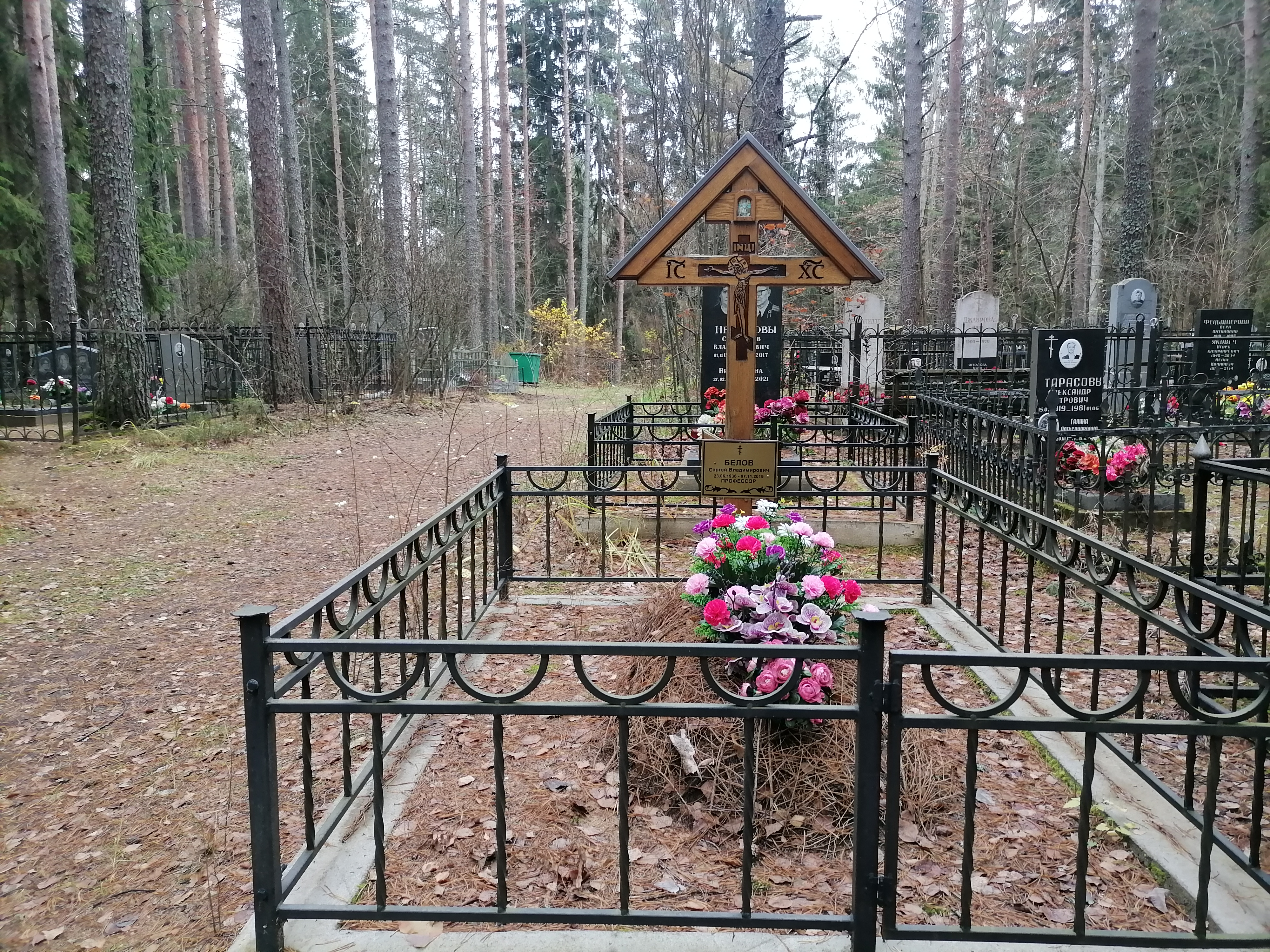
Могила профессора С. В. Белова
Могила певца Сергея Захарова